# De Locomotief
De Locomotief fut le premier journal publié à Semarang pendant les Indes orientales néerlandaises.

## Histoire
Il fut fondé en 1845 par Pieter Brooshooft (id), un militant de la politique éthique des Pays-Bas en Indonésie, sous le nom de Semarangsch Nieuws en Advertentieblad (Journal des actualités et de la publicité de Semarang), n'étant rebaptisé De Locomotief qu'après le passage du premier train à Semarang en 1863.
Fermé pendant la Seconde Guerre mondiale et l'occupation japonaise des Indes néerlandaises, il rouvrit en 1947.
Il cessa de paraître en 1956, et la Bumi Daya Bank occupa ses locaux.
Il a été en partie microfilmé.